# Niouserrê
Niouserrê Ini (en grec Rathurês, ´Ραθούρης) est le sixième souverain de la Ve dynastie égyptienne. Il régna pendant l'Ancien Empire, aux alentours du XXVe siècle avant notre ère. Niouserrê est le fils cadet du roi Néferirkarê et de la reine Khentkaous II, et le frère du roi éphémère Néferefrê. Il a peut-être succédé directement à son frère, comme l'indiquent des sources historiques plus récentes. Alternativement, Chepseskarê a pu régner entre les deux, comme le suppose Miroslav Verner, mais seulement pour quelques semaines ou quelques mois. La relation entre Chepseskarê, Néferefrê et Niouserrê reste très incertaine. Niouserrê fut à son tour remplacé par Menkaouhor, qui fut peut-être son neveu et un fils de Néferefrê.
Niouserrê fut le bâtisseur le plus prolifique de sa dynastie. Il a construit trois pyramides pour lui-même et ses épouses, ainsi que trois autres pour son père, sa mère et son frère, toutes dans la nécropole d'Abousir. Il éleva le plus grand temple solaire de l'Ancien Empire, nommé Shesepibrê ou « Celui qui réjouit le cœur de Rê », situé à Abou Ghorab. Il a également achevé le Nekhenrê, le temple solaire d'Ouserkaf à Abou Ghorab, et le temple de la vallée de Mykérinos à Gizeh. Ce faisant, il fut le premier roi depuis Chepseskaf, dernier souverain de la IVe dynastie, à s'intéresser à la nécropole de Gizeh. Il faut peut-être voir là une tentative de légitimation de son règne, à la suite de la mort inattendue de son frère Néferefrê.
Peu de signes indiquent une action militaire sous le règne de Niouserrê. L'État égyptien continuait à entretenir des relations commerciales avec Byblos, sur la côte levantine, et à organiser des expéditions d'extraction minière dans le Sinaï et la Basse-Nubie. Le règne de Niouserrê vit la croissance de l'administration et la naissance effective des nomarques, gouverneurs provinciaux qui, pour la première fois, furent envoyés vivre dans les provinces qu'ils administrent plutôt qu'à la cour du pharaon.
Comme les autres rois de l'Ancien Empire, Niouserrê bénéficia d'un culte funéraire après sa mort. Parrainé par l'État, le culte officiel de Niouserrê subsista pendant des siècles, survivant même à la première période intermédiaire et jusqu'à la XIIe dynastie du Moyen Empire. Parallèlement, un culte populaire spontané apparut avec une vénération de Niouserrê sous son nom de naissance, Ini. Dans ce culte, Niouserrê jouait un rôle semblable à celui d'un saint, invoqué comme intercesseur entre les croyants et les dieux. Ce culte a laissé peu de traces archéologiques et semble s'être maintenu jusqu'au Nouvel Empire, près de mille ans après sa mort.

## Famille

### Ascendance
Niouserrê est le fils cadet de Néferirkarê Kakaï et de Khentkaous II,,. C'est ce que montre un relief trouvé dans le temple mortuaire de sa mère, où Khentkaous II et Niouserrê sont représentés avec la même taille. Il est également le frère cadet de Néferefrê et il a un autre frère nommé Iryenrê,.

### Épouses
Niouserrê semble avoir eu au moins deux épouses, comme en témoignent deux petites pyramides situées à l'extrémité sud du champ pyramidal d'Abousir. Les deux monuments portent aujourd'hui les noms de Lepsius XXIV et Lepsius XXV, qui leur ont été donnés par Karl Richard Lepsius dans sa liste de pyramides. Ils sont fortement ruinés et les noms de leurs propriétaires sont inconnus. L'une de ces deux reines a pu être Rêpoutnoub, la seule épouse connue de Niouserrê. Son existence et sa relation avec Niouserrê sont attestées par une statuette fragmentaire en albâtre de la reine,, découverte dans le temple de la vallée du complexe pyramidal de Niouserrê. Des fragments de reliefs de la tombe du vizir Ptahchepsès donnent les titres d'une reine, et bien que son nom soit perdu, ces titres sont les mêmes que ceux que Rêpoutnoub portait. Cela conduit les égyptologues à penser que ceux-ci se rapportent bien à elle,.

### Descendance
Niouserrê et Rêpoutnoub ont probablement eu une fille, en la personne de la princesse Khâmerernebty,,, comme le suggère son titre de « fille du roi » ainsi que son mariage avec le puissant vizir Ptahchepsès,. Cette hypothèse est resté conjecturale jusqu'à ce qu'une preuve de cette relation soit découverte. Le lien établi entre Rêpoutnoub et Khâmerernebty est un relief de la tombe de Ptahchepsès, dont la présence semble naturelle, si Rêpoutnoub est la mère de Khâmerernebty.
En 2017, la tombe de Cheretnebty, une fille de Niouserrê jusque-là inconnue, a été fouillée à Abousir-sud par une équipe dirigée par Miroslav Bárta. Elle était mariée à un haut fonctionnaire égyptien dont le nom a disparu. Selon Bárta, ce mariage reflète le népotisme croissant de l'élite égyptienne et la dilution progressive du pouvoir royal.
Niouserrê a eu au moins un fils. Son premier-né, dont le nom est perdu, est représenté sur plusieurs fragments en relief, du temple funéraire de son complexe pyramidal. Au-delà du titre d'Iry-pat et de « fils aîné du roi », ce prince possédait probablement deux titres sacerdotaux :  « prêtre lecteur » et « prêtre de Min »,. Bien que le nom de ce fils aîné soit perdu, Michel Baud observe qu'un fragment de relief comporte un "r[e]", peut-être une partie du nom du prince. Dans ce cas, il se distinguerait de Menkaouhor, le successeur de Niouserrê.
Les liens précis entre Niouserrê et Menkaouhor restent incertains. Mais les preuves indirectes du mastaba de Khentkaous III, découvert en 2015, favorisent l'hypothèse que Menkaouhor était un fils de Néferefrê, et donc un neveu de Niouserrê plutôt que son propre fils. Khentkaous III est appelée « épouse du roi » et « mère du roi » dans les inscriptions laissées par les constructeurs de sa tombe. Étant donné l'emplacement du mastaba près de la pyramide de Néferefrê, son mari était probablement ce pharaon,. Puisqu'elle était aussi la mère d'un roi et que Niouserrê était le frère de Néferefrê, le fils en question est très probablement le futur Menkaouhor, qui aurait ainsi succédé à son oncle.
Quoi qu'il en soit, la succession de Niouserrê semble s'être bien passée. Un sceau portant les noms de Niouserrê et de Menkaouhor a été découvert dans le complexe funéraire de la mère de Niouserrê, Khentkaous II,. Un autre sceau semble porter les noms de Niouserrê et de Djedkarê Isési, ce dernier étant le deuxième successeur de Niouserrê,. Pris ensemble, ces sceaux révèlent qu'à tout le moins, Menkaouhor et Djedkarê Isési ne considéraient pas Niouserrê comme un opposant,,.

## Règne

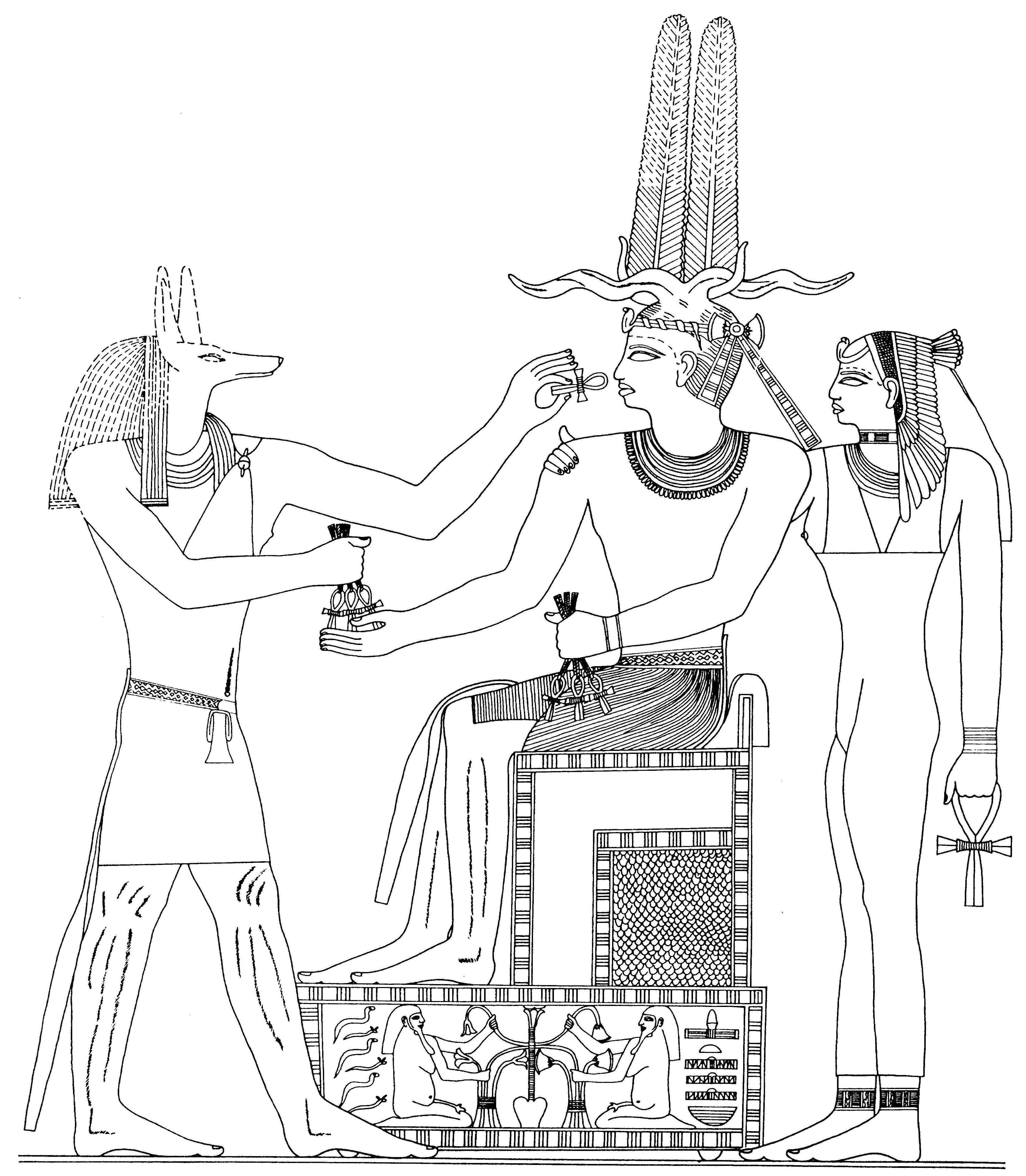
Niouserrê recevant la vie du dieu Anubis - Relevé du temple funéraire du roi à Abousir

### Durée du règne

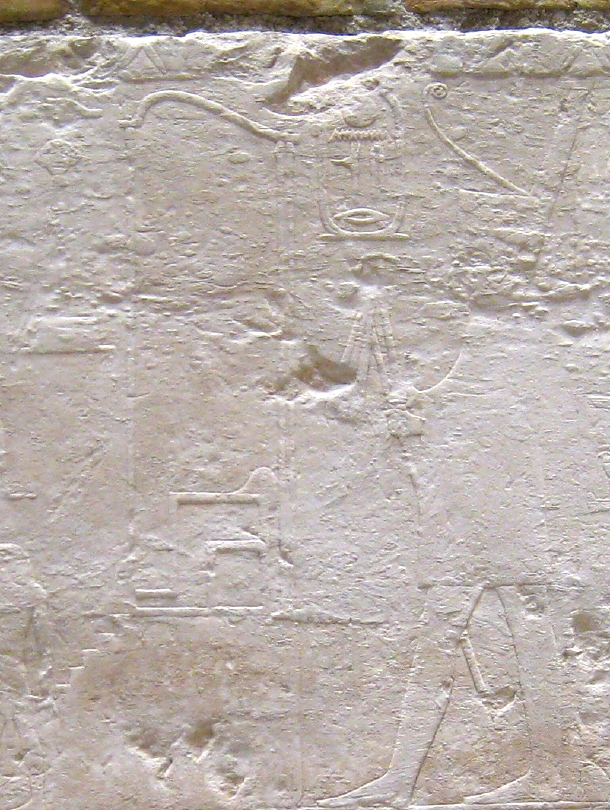
Relief représentant Niouserrê lors d'une cérémonie de la fête-Sed - Musée égyptien de Berlin

#### Sources historiques et contemporaines
L'Ægyptiaca de Manéthon indique que Niouserrê a régné quarante-quatre ans, un chiffre qui est rejeté par les égyptologues, qui lui attribuent environ trois décennies de règne en raison de la pénurie de dates sûres pour son règne,. La ligne du canon royal de Turin concernant Niouserrê est endommagée et la durée de son règne est difficile à lire. Après l'étude du Canon royal de Turin par Alan Henderson Gardiner en 1959, des chercheurs tels que Nigel Strudwick ont attribué à Niouserrê onze ans de règne,. La lecture du Canon royal de Turin par Gardiner a ensuite été réévaluée à partir de fac-similés, donnant à Niouserrê un règne de vingt-quatre ou vingt-cinq ans. Cette durée est acceptée par des chercheurs comme Nicolas Grimal. Des études plus récentes du papyrus original menées par Kim Ryholt ont montré que la longueur du règne de Niouserrê, telle que rapportée sur le document, pourrait également être de 11-14, 21-24, ou 31-34 ans,,. Les égyptologues Nigel Strudwick et Miroslav Verner sont maintenant en faveur de ce dernier nombre.
L'opinion selon laquelle Niouserrê a régné plus de vingt ans est d'ailleurs étayée par des preuves archéologiques qui laissent présager un long règne. Verner, qui fouille la nécropole d'Abousir depuis 1976 pour le compte de l'université de Prague, souligne les nombreuses constructions de Niouserrê, dont pas moins de trois nouvelles pyramides, l'achèvement de trois autres, la construction du plus grand temple solaire construit sous l'Ancien Empire et des travaux plus modestes comme la rénovation du complexe funéraire de Mykérinos.

#### Fête-Sed de Niouserrê
L'hypothèse d'un règne de plus de trente ans pour Niouserrê est soutenue indirectement par des reliefs découverts dans son temple solaire, et qui le montrent participant à une fête-Sed. Cette fête avait pour but de rajeunir le roi et était normalement célébrée après trente ans de règne. Mais la représentation de la fête faisait partie des décorations typiques des temples associés aux rois sous l'Ancien Empire, et ne prouve pas nécessairement un long règne. Par exemple, un relief montrant Sahourê dans la tunique de la fête-Sed a été trouvé dans son temple mortuaire,, alors que les sources historiques et archéologiques s'accordent à dire qu'il a gouverné l'Égypte pendant moins de quatorze ans,,. Pourtant, dans le cas de Niouserrê, ces reliefs ainsi que les preuves archéologiques ont convaincu la plupart des égyptologues que Niouserrê a eu plus de trente ans de règne, et que « les scènes de la fête-Sed d'Abou Ghorab reflètent réellement le trentième anniversaire de l'accession du roi au trône ».
Les reliefs de la fête-Sed de Niouserrê offrent un rare aperçu des rites pratiqués durant cette cérémonie. En particulier, l'évènement semble avoir inclus une procession dans une barque sur un plan d'eau,. Ce détail n'est pas représenté (ou a été perdu) dans les représentations ultérieures, jusqu'à celle du règne d'Amenhotep III, plus de mille ans après celui de Niouserrê.

### Attestations
En plus des monuments d'Abousir, diverses attestations de Niouserrê se trouvent parfois dans des contextes de réemploi :
- À Tanis, des restes de colonnes papyriformes en granite rouge d'Assouan portant sa titulature ont été découverts dans les années 1950. Ces colonnes monolithiques proviennent certainement d'un autre site et ont été ultérieurement déménagées à Tanis lors de la Troisième Période intermédiaire soit plus de deux mille années plus tard, démontrant l'exceptionnelle longévité des monuments de la Ve dynastie que l'on n'a pas hésité dès le Nouvel Empire à remployer aux fins de nouvelles constructions aux noms de nouveaux souverains[53].
- À Memphis, William Matthew Flinders Petrie a découvert deux montants et le linteau cintré d'une porte en granite rouge qui appartenait à un monument de Niouserrê. Leur décoration indique probablement que ces matériaux remployés dans le temple de Ptah proviennent du temple solaire du roi à Abou Ghorab.
- À Karnak, une statue de Niouserrê a été découverte suggérant qu'il y a fondé un sanctuaire, ce que d'aucuns pensent être le plus ancien témoin d'un monument royal à Thèbes. Découverte par Georges Legrain en 1904, dans la cour de la cachette du temple d'Amon-Rê, cette statue est désormais exposée au Musée du Caire.

### Accession au trône
Deux hypothèses concurrentes existent pour décrire la succession des événements allant de la mort de Néferirkarê, troisième roi de la Ve dynastie, au couronnement de Niouserrê, sixième souverain de la Ve dynastie. S'appuyant sur des sources historiques, notamment la table de Saqqara et l'Ægyptiaca de Manéthon d'après lesquels Néferefrê aurait succédé à Chepseskarê, de nombreux égyptologues tels que Jürgen von Beckerath et Hartwig Altenmüller, ont toujours cru à la succession royale suivante : Néferirkarê → Chepseskarê → Néferefrê → Niouserrê. Dans ce scénario, Néferefrê serait le père de Niouserrê, qui serait devenu pharaon après la mort inattendue du premier,.
Ce point de vue a été contesté, notamment par Miroslav Verner en 2000 et 2001,,. Les fouilles de la nécropole d'Abousir indiquent que le prétendu prédécesseur de Néferefrê, Chepseskarê, n'a probablement régné que quelques mois, entre Néferefrê et Niouserrê. Verner propose donc que la succession royale soit : Néferirkarê → Néferefrê → Chepseskarê → Niouserrê. À l'appui de cette hypothèse, Verner observe que Néferefrê et Niouserrê étaient des frères, tous deux fils de Néferirkarê. Il existe également des preuves que Néferefrê était le fils aîné de Néferirkarê. Donc au décès de son père, dans sa vingtième année, il était donc susceptible d'hériter du trône. Ces observations, ainsi que d'autres preuves archéologiques telles que l'absence d'une pyramide de Chepseskarê et la position de Néferefrê, ont convaincu Verner que Néferefrê a directement succédé à son père, décédé après un court règne d'environ deux ans.
Niouserrê était alors encore enfant et, dans cette hypothèse, sa prétention au trône se heurtait à un sérieux défi en la personne de son éventuel oncle Chepseskarê qui a pu être un fils de Sahourê. Par ailleurs, Chepseskarê peut avoir été un fils supposé de Néferefrê, ou moins probablement un usurpateur extérieur à la famille royale. En tout cas, Chepseskarê aurait réussi à porter la couronne pendant une courte période. Niouserrê l'emporta finalement, soit à cause de la mort prématurée de Chepseskarê, soit parce qu'il était soutenu par de puissants hauts fonctionnaires et membres de la famille royale, au premier rang desquels sa mère Khentkaous II et Ptahchepsès. Cette dernière hypothèse est motivée par les positions élevées que les deux individus semblent avoir appréciées. Le temple mortuaire de Khentkaous II a été conçu en imitant celui d'un roi, par exemple en incorporant sa propre pyramide satellite et ayant un alignement sur un axe est-ouest. Ces caractéristiques, ainsi que le titre particulier de Khentkaous II de Mout Nisou bity Nisou bity bity, traduit à l'origine par « mère du roi de Haute et Basse-Égypte [exerçant la fonction de] roi de Haute et Basse-Égypte » ont conduit certains égyptologues, dont Verner, à proposer qu'elle pourrait même avoir régné en son propre nom. Cette hypothèse est maintenant jugée peu probable, et son titre est plutôt traduit par « mère de deux rois de Haute et Basse-Égypte ». Ptahchepsès devint vizir sous Niouserrê, dont il épousa la fille, et reçut le titre honorifique de « fils du roi ». Il fut enterré dans une des plus grandes tombes privées d'Égypte. Selon Verner et Nigel Strudwick, les éléments architecturaux de ce tombeau, tels que ses colonnes à boutons de lotus semblables à celles utilisées dans le temple de Niouserrê, les fosses à bateaux et la disposition de la chambre funéraire, démontrent la faveur accordée par ce roi à son beau-fils,,.

### Activité en Égypte

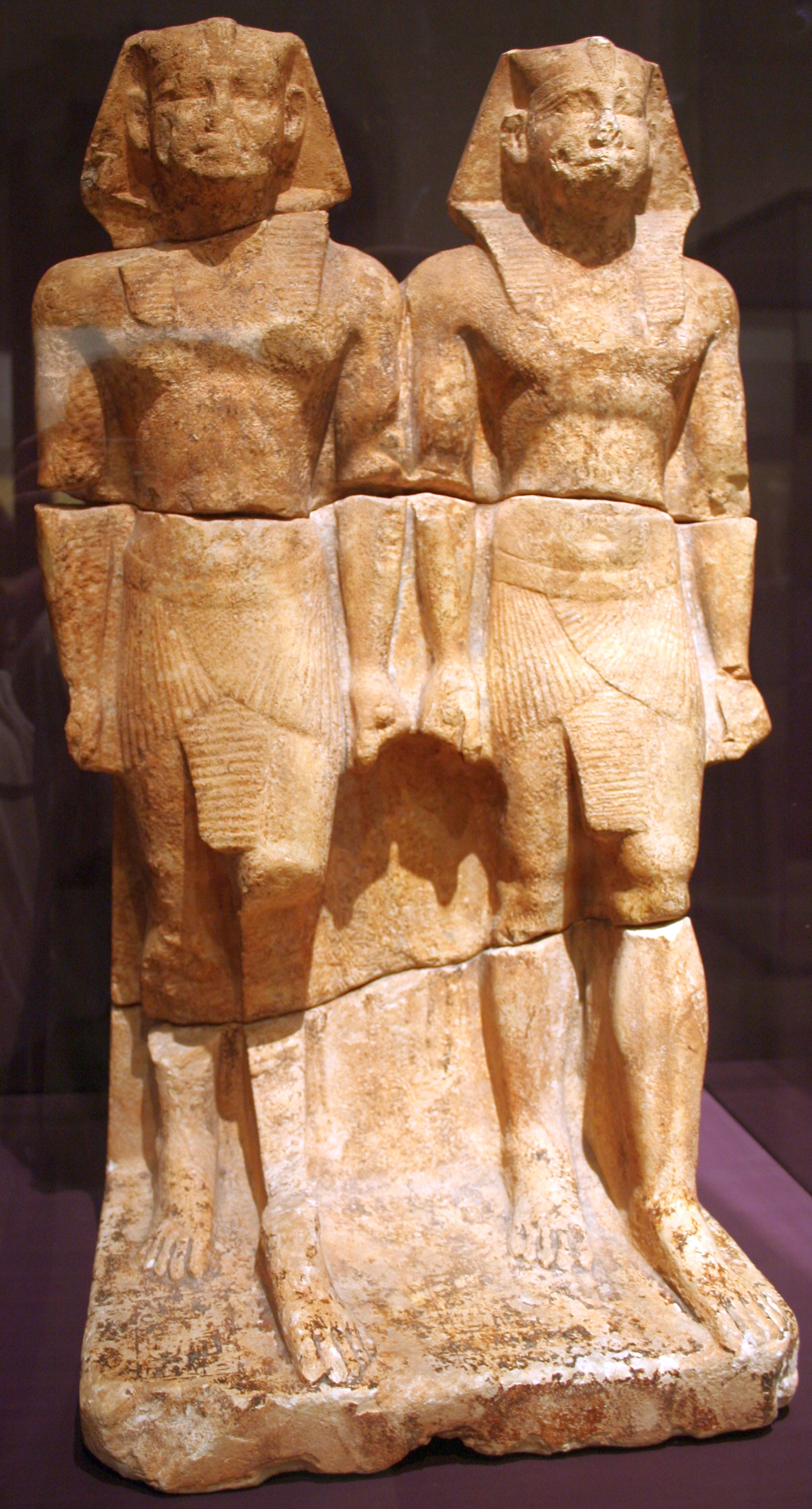
Statue double de Niouserrê conservée à Munich

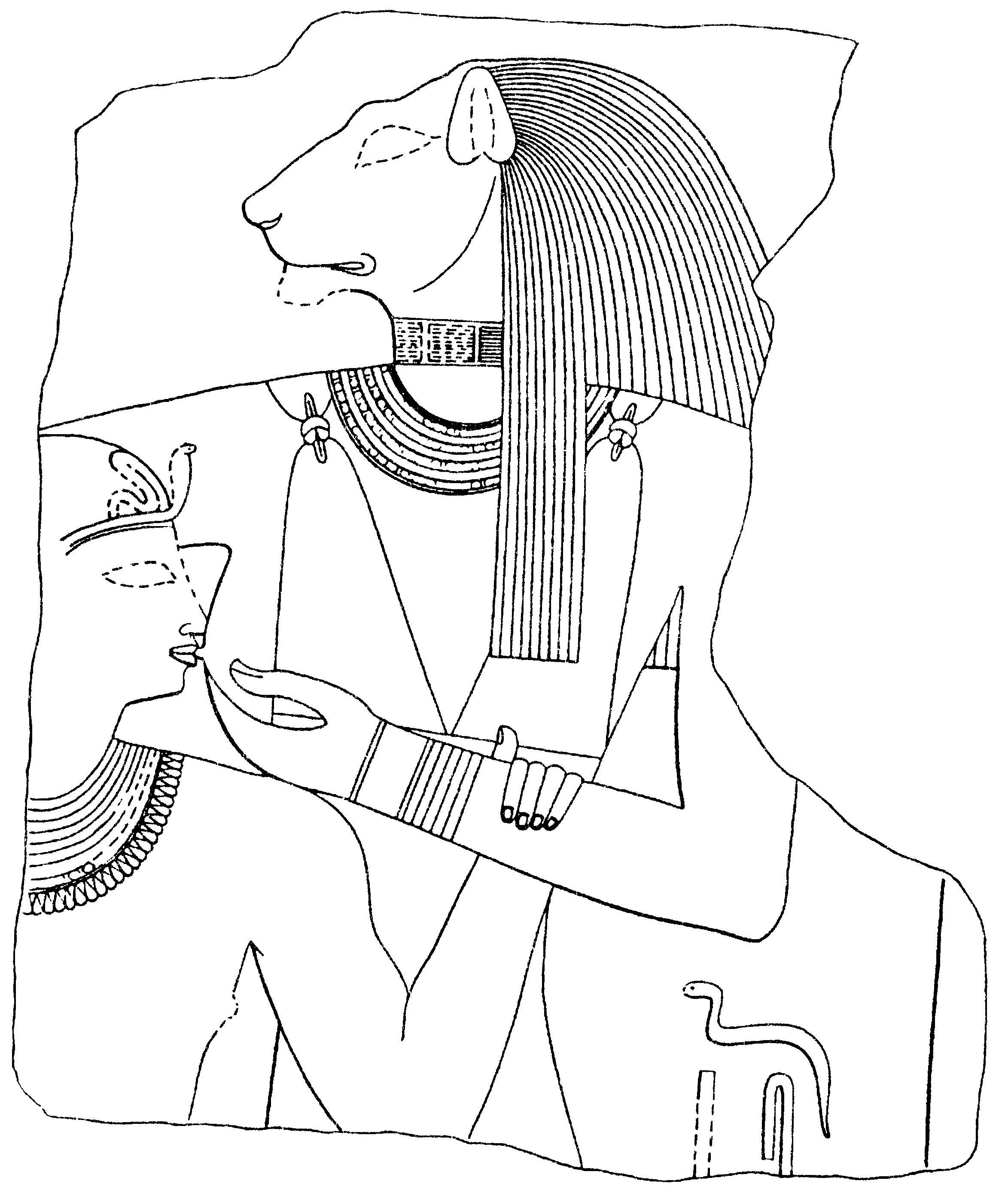
Niouserrê allaité par la déesse Sekhmet. Relevé de la décoration du temple funéraire du roi à Abousir.

Le règne de Niouserrê a été témoin de la croissance continue de la prêtrise et de la bureaucratie d'État,. Ce phénomène avait commencé au début de la Ve dynastie, en particulier sous Néferirkarê. Les changements intervenus dans l'administration égyptienne au cours de cette période se traduisent par une multiplication du nombre de titres, reflétant la création de nouveaux bureaux administratifs. Ceux-ci, à leur tour, reflètent un mouvement visant à mieux organiser l'administration de l'État, avec de nouveaux titres correspondant à des charges attachées à des fonctions très spécifiques.
Le pouvoir du roi s'affaiblit lentement à mesure que la bureaucratie s'étendait, même s'il demeurait un dieu vivant aux yeux de ses sujets. Cette situation resta incontrôlée jusqu'au règne du second successeur de Niouserrê, Djedkarê Isési, qui mit en œuvre les premières réformes globales du système des titres de classement, et donc de l'administration.
Il y a deux preuves directes de l'activité administrative sous le règne de Niouserrê. La première en est les annales royales de l'Ancien Empire, dont il ne reste que des fragments et qui sont censées avoir été composées sous son règne ou sous celui de son père. Elles détaillent les règnes des rois à partir de la Ire dynastie, année après année, mais sont endommagées et brisées après le règne de Néferirkarê. Le deuxième élément concerne l'administration provinciale. Sous l'Ancien Empire, l'État égyptien était divisé en provinces appelées nomes. Ces provinces sont connues depuis l'époque de Djéser, fondateur de la IIIe dynastie, et remontent probablement aux royaumes prédynastiques de la vallée du Nil. Les premières listes topographiques des nomes de Haute et Basse-Égypte remontent au règne de Niouserrê : un cortège de nomarques personnifiés est représenté sur les reliefs du temple solaire de Niouserrê. C'est également à cette époque que les nomarques ont commencé à résider dans leurs provinces plutôt qu'à la résidence royale.

### Activité hors d'Égypte

#### Commerce et expéditions minières
Au nord de l'Égypte, des contacts commerciaux avec Byblos, sur la côte levantine, existaient pendant une grande partie de la Ve dynastie, et étaient apparemment actifs sous le règne de Niouserrê. C'est ce que suggère un fragment de vase cylindrique en albâtre portant son nom et découvert dans la ville,.
À l'est de l'Égypte, Niouserrê commanda au moins une expédition au Ouadi Maghara, dans le Sinaï, où des mines de cuivre et de turquoise étaient exploitées sous l'Ancien Empire. Cette expédition a laissé un grand relief rocheux, aujourd'hui conservé au musée égyptien du Caire, qui montre Niouserrê « frappant les bédouins de toutes les terres étrangères, le grand dieu, seigneur des deux terres ». À droite de Niouserrê se trouve une dédicace à « Thot, seigneur des terres étrangères, qui a fait des libations pures ». Cette expédition quitta l'Égypte depuis le port d'Ain Sukhna, sur la rive ouest du golfe de Suez, comme en témoignent des empreintes de sceaux portant le nom de Niouserrê et trouvées sur le site. Le port comprenait de grandes galeries creusées dans le grès pour servir de logement et de lieu de stockage. La paroi d'une de ces galeries porte un texte inscrit à l'encre, qui mentionne l'expédition au Sinaï et qui la date de l'année du second recensement des bovins, soit peut-être la quatrième année de règne de Niouserrê.
Au sud de l'Égypte, en Basse-Nubie, Niouserrê exploita les carrières de gneiss de Gebel el-Asr, près d'Assouan. Celles-ci fournissaient des matériaux pour les bâtiments et les statues, comme en témoigne une stèle fragmentaire en pierre portant le nom d'Horus de Niouserrê, découverte dans un établissement adjacent à ces carrières.

#### Expéditions militaires
Peu de traces témoignent d'une action militaire sous le règne de Niouserrê. William Christopher Hayes pense que quelques statues fragmentaires en calcaire de prisonniers de guerre agenouillés et ligotés, découvertes dans son temple mortuaire,, attestent peut-être de raids punitifs en Libye à l'ouest ou dans le Sinaï et la Palestine à l'est. Pour sa part, l'historien de l'art William Stevenson Smith fait remarquer que ces statues étaient des éléments habituels de la décoration des temples royaux et des mastabas, et suggère qu'elles ne sont peut-être pas liées à des campagnes militaires réelles. De telles statues et de petites figures en bois de captifs agenouillés ont été découvertes dans les complexes funéraires d'autres rois, tels que Néferefrê, Djedkarê Isési, Ounas, Téti, Pépi Ier et Pépi II, ainsi que dans la tombe du vizir Senedjemib Mehi,.

### Architecture

#### Temple solaire de Niouserrê

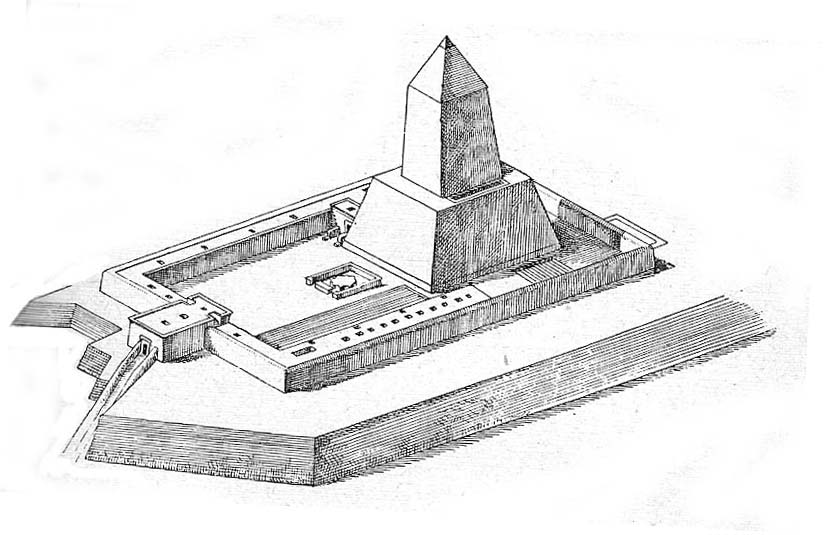
Restitution du temple solaire de Niouserrê à Abou Ghorab

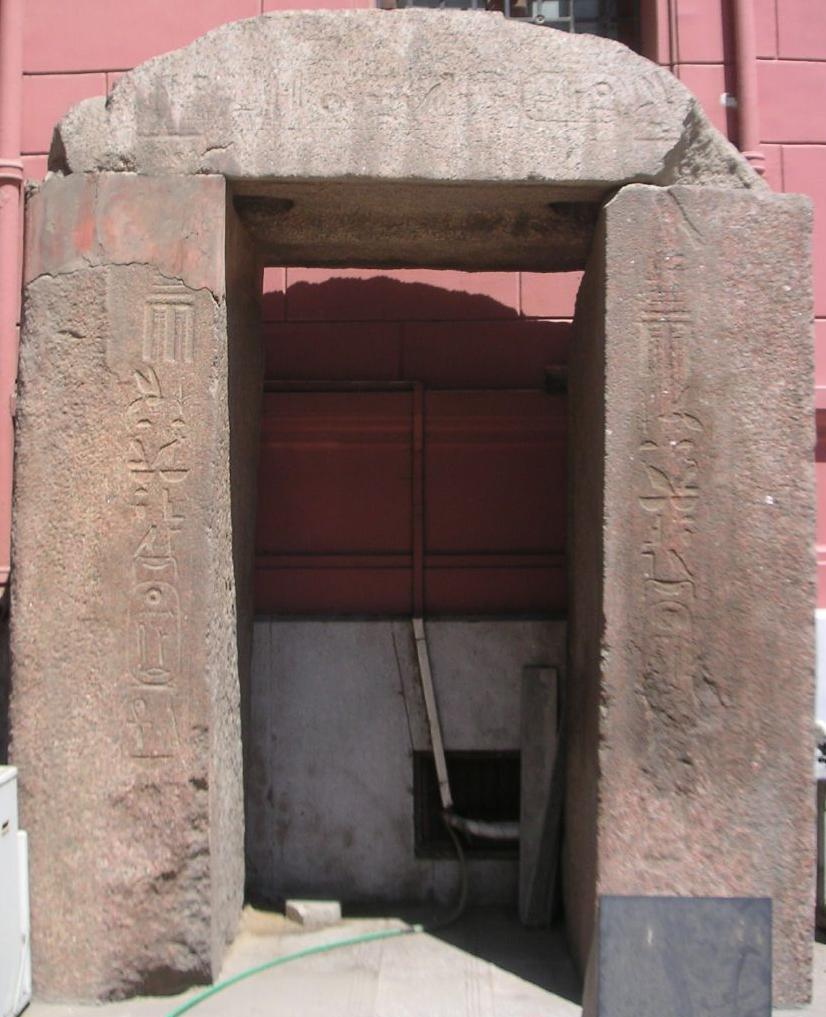
Porte en granite rouge provenant du temple solaire de Niouserrê - Musée du Caire

Niouserrê fut l'avant-dernier pharaon égyptien à construire un temple solaire. Ce faisant, il suivait une tradition établie par Ouserkaf et qui reflète l'importance primordiale du culte de Rê sous la Ve dynastie. Les temples solaires de cette période étaient destinés à jouer pour Rê le même rôle que la pyramide jouait pour le roi : c'étaient des temples funéraires pour le dieu soleil. Son renouvellement et son rajeunissement, nécessaires pour maintenir l'ordre du monde, devaient y être célébrés. Les cultes pratiqués dans ce temple concernaient donc principalement la fonction créatrice de Rê et son rôle de père du roi. De son vivant, le roi nommait ses fonctionnaires les plus proches à la direction du temple, leur permettant ainsi de bénéficier des revenus du temple et de s'assurer de leur loyauté. Après la mort du roi, le revenu du temple du soleil sera associé au complexe pyramidal, soutenant le culte funéraire de Niouserrê.
Situé à Abou Ghorab, au nord d'Abousir, le temple solaire de Niouserrê est le plus grand et le mieux préservé de son genre. Cela conduit des égyptologues comme Jürgen von Beckerath à considérer le règne de Niouserrê comme le sommet du culte solaire, une affirmation qui, selon Nicolas Grimal, est exagérée. Le temple était appelé Chesepibrê par les anciens Égyptiens, un nom qui signifie « Celui qui réjouit le Cœur de Rê », « Lieu préféré de Rê », « Délice de Rê » ou « Lieu agréable pour Rê ». Curieusement, il fut d'abord construit en briques de terre, puis reconstruit entièrement en pierre. C'est la seule structure de ce type à recevoir ce traitement,,, grâce auquel une grande partie des éléments architecturaux et des reliefs ont survécu jusqu'à ce jour,. La raison de cette reconstruction reste incertaine ; Mark Lehner a proposé qu'elle soit liée à la fête-Sed de Niouserrê, ou à une évolution de la théologie entourant les temples du soleil.
L'accès au temple se faisait par le côté est, par une longue chaussée qui partait d'un temple de vallée situé plus près du Nil. Ce temple inférieur servait surtout de porte d'entrée au temple supérieur, et abritait un portique à pilastres en briques de terre encastré dans du calcaire jaune. Le temple supérieur se composait d'une grande cour rectangulaire, à laquelle on accédait par cinq portes en granit situées sur son côté est. Un autel était situé au centre de la cour, que l'on peut encore voir aujourd'hui. Il a été construit à partir de cinq grands blocs d'albâtre, l'un en forme de hiéroglyphe pour Rê et les autres en forme de glyphe pour Hotep. Ils étaient disposés de manière à lire Râ-Hotep, c'est-à-dire « Que Râ soit satisfait », des quatre points cardinaux. Le signe pour Hotep signifie aussi « offrande » ou « table d'offrandes » en égyptien ancien, de sorte que l'autel était littéralement une table d'offrandes à Rê.
À l'extrémité ouest de la cour rectangulaire se dressait un obélisque géant, symbole du dieu Soleil Rê. Il fut élevé sur un piédestal avec des côtés inclinés et un sommet carré, comme une pyramide tronquée, de vingt mètres de haut. Il fut assemblé en pierre calcaire et en granit rouge autour de la base. Le sommet de l'obélisque était haut de trente-six mètres, entièrement construit en calcaire.
Le temple fut orné de nombreux et beaux reliefs, qui représentaient la fête-Sed de Niouserrê, ainsi que d'une « chapelle des saisons » attachée au piédestal de l'obélisque, ornée de représentations des activités humaines au cours de l'année,.

#### Temple solaire d'Ouserkaf
Ouserkaf, le fondateur de la Ve dynastie, fut aussi le premier pharaon à construire un temple de Rê à Abou Ghorab. Ce temple s'appelait Nekhenrê en égyptien ancien, ce qui signifie « l'Enclos de Rê ». Il fut construit en quatre phases par trois rois successifs. Ouserkaf construisit d'abord une enceinte rectangulaire avec un monticule en son centre. Sahourê ou Néferirkarê ont ensuite transformé ce monticule en obélisque de granit dressé sur un piédestal, ajoutant deux sanctuaires près de sa base. Les deux dernières phases de construction furent entreprises sous Niouserrê. Ce roi ajouta d'abord une enceinte intérieure en calcaire dans la cour préexistante. Il étendit l'enceinte extérieure et acheva - ou construisit entièrement - le temple de la vallée. Dans la dernière phase de construction, Niouserrê encastra l'enceinte intérieure en briques crues, ajouta un autel et cinq bancs de pierre à la cour centrale, et construisit une annexe au temple.

#### Pyramide de Néferirkarê

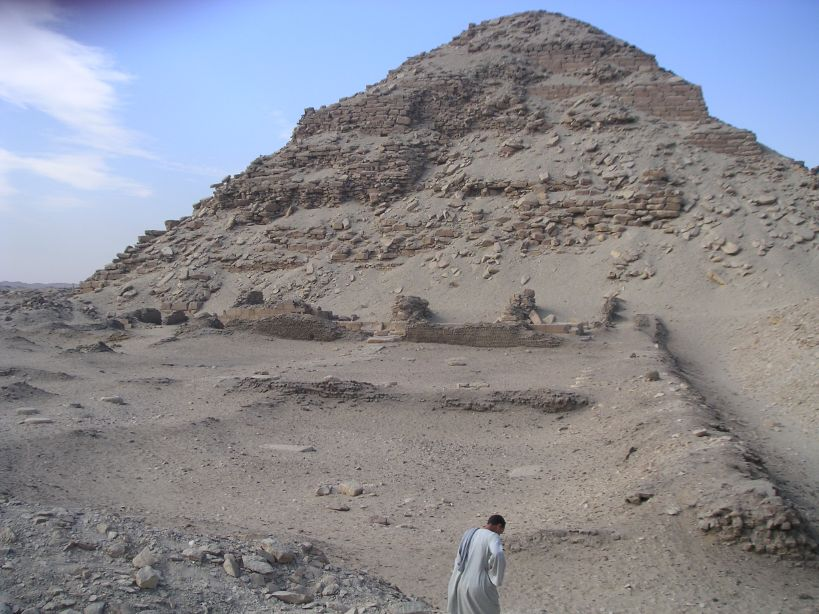
Vue des ruines du temple funéraire et de la pyramide de Néferirkarê à Abousir

La pyramide de Néferirkarê était sans doute beaucoup plus grande que celle de ses prédécesseurs de la Ve dynastie. Sa base carrée mesurait cent-cinq mètres de côté et sa hauteur était de soixante-douze mètres. À la mort du pharaon, la pyramide était bien avancée, mais elle n'avait pas encore reçu son revêtement extérieur de calcaire. Le temple funéraire qui devait l'accompagner n'était pas encore construit. Les ouvriers de Néferefrê avaient commencé à recouvrir de calcaire la surface de la pyramide et avaient construit les fondations d'un temple de pierre à l'est de la pyramide. Niouserrê acheva le complexe pyramidal de son père, bien qu'il le fît plus parcimonieusement que son frère. Il abandonna le recouvrement complet de la pyramide, et termina le temple mortuaire avec des matériaux moins chers que ceux qui étaient normalement utilisés pour de tels bâtiments. Ses murs étaient faits de brique crue plutôt que de calcaire et son sol était en terre battue. La partie extérieure du temple fut construite en comprenant un portique à colonnes et une cour à pilastres. Toutes les colonnes étant en bois et non pas en granite comme à l'habitude. Le temple et la pyramide furent également entourés d'un mur de briques. Probablement pour des raisons d'économie, la chaussée menant au temple mortuaire au pied de la pyramide ne fut jamais construite. Aucune pyramide satellite ne fut ajoutée au complexe mortuaire et le temple de la vallée resta inachevé. Par conséquent, le prêtre affecté au culte mortuaire de Néferirkarê vivait sur les lieux, dans des habitations de briques de terre et de joncs, plutôt que dans la ville pyramidale plus proche de la vallée du Nil.

#### Pyramide de Néferefrê

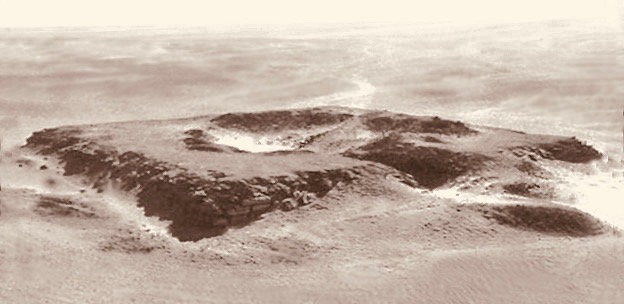
Vue des ruines de la pyramide de Néferefrê à Abousir

La construction de la pyramide de Néferefrê venait juste de commencer lorsque Néferefrê mourut prématurément, au début de sa vingtième année. Au moment où Niouserrê monta sur le trône, un seul degré du noyau de la pyramide de Néferefrê était achevé. Les infrastructures, construites dans une grande fosse à ciel ouvert au centre de la pyramide, n'étaient peut-être pas terminées non plus. Niouserrê compléta hâtivement la pyramide, en la transformant en un monticule stylisé primitif qui ressemblait à un mastaba. Les parois de la couche centrale déjà en place furent couvertes de calcaire, et le sommet fut rempli d'argile et de pierres provenant du désert local.
Le temple mortuaire qui l'accompagnait ne comprenait alors qu'une petite chapelle de pierre, probablement construite par l'éphémère roi Chepseskarê. Il fut achevé par Niouserrê. S'étendant sur toute la longueur de la pyramide (soixante-cinq mètres), le temple fut construit en briques de terre. Il comprenait la première salle hypostyle de l'Égypte antique, avec son toit soutenu par des colonnes de bois. La salle abritait une grande statue en bois du roi décédé. Niouserrê construisit également des entrepôts au nord du hall, et à l'est, le « sanctuaire du couteau » où des animaux étaient rituellement sacrifiés. Une cour à colonnes complétait l'entrée du temple, ornée de deux colonnes en pierre et de vingt-quatre colonnes de bois.

#### Pyramide de KhentkaousII

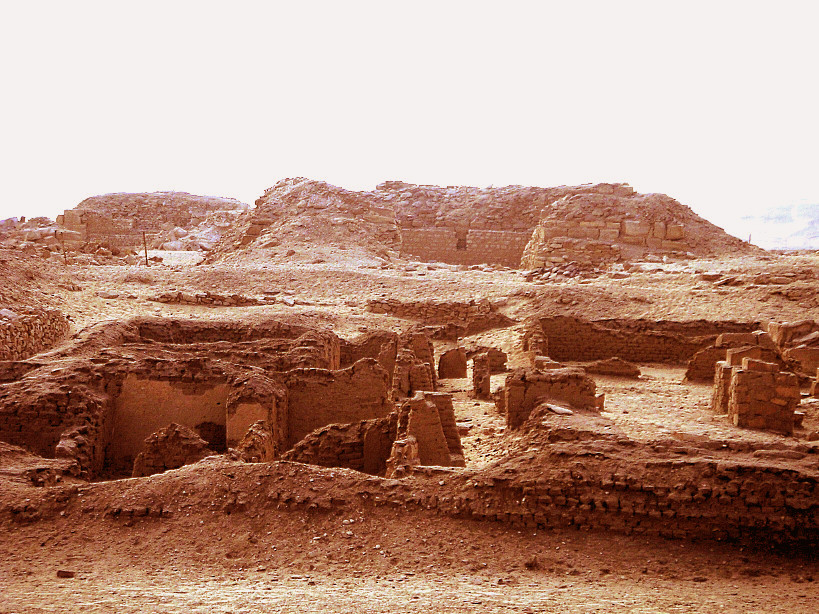
Vue sur le temple funéraire de la reine Khentkaous II à Abousir

La construction de la pyramide et du temple mortuaire de la mère de Niouserrê, Khentkaous II, avait commencé sous le règne de son mari Néferirkarê, mais furent arrêtés au cours de la dixième année de son règne, alors que seul le noyau de la pyramide était encore intact. Après un retard de douze ans, Niouserrê reprit les travaux. Il consacra beaucoup d'efforts à l'achèvement de la majeure partie de la construction,, peut-être pour légitimer son règne après la mort prématurée de Néferefrê et l'éventuel défi de Chepseskarê.
La pyramide est située à Abousir, à côté de celle de Néferirkarê. Une fois terminée, la pyramide mesurait dix-sept mètres de haut, avec un côté de vingt-cinq mètres à la base et une pente de cinquante-deux degrés. La chambre sépulcrale abritait probablement un sarcophage de granit rouge. Aujourd'hui, la pyramide n'est plus qu'un monticule de gravats de quatre mètres de haut.
Le temple funéraire de la reine, au pied est de la pyramide, a fait l'objet de travaux successifs d'achèvement sous le règne de Niouserrê, le plus ancien en pierre et le dernier en briques crues. Totalement ruiné aujourd'hui, il semble avoir été conçu en imitation des temples mortuaires des rois. Il incorporait par exemple une pyramide satellite, et il était aligné sur un axe est-ouest. Le temple était administrativement au moins en partie indépendant du temple de Néferirkarê, avec lequel il partageait néanmoins certains services religieux. Il continua à fonctionner jusqu'à la fin de la VIe dynastie, trois-cents ans après la mort de Khentkaous II.

#### Temple de la vallée de Menkaourê
Des fouilles archéologiques conduites en 2012-2015 ont révélé que Niouserrê avait entrepris des travaux dans le temple de la vallée de Menkaourê, comme en témoignent les nombreuses empreintes de sceaux portant son serekh découvertes sur le site,. Ces travaux se déroulèrent sur une longue période allant du règne de Chepseskaf jusqu'à son règne, au cours duquel la nécropole de Gizeh ne fit pas l'objet d'une grande attention de la part de la royauté. Au-delà du temple de la vallée de Mykérinos, Niouserrê s'intéressa apparemment davantage à l'administration de la ville pyramidale de Khéphren. Il raviva le culte de Mykérinos et de la reine Khentkaous Ire. Selon Mark Lehner, cette reine, qui portait le même nom que la mère de Niouserrê et qui, comme sa mère, portait le titre de « mère de deux rois de Haute et Basse-Égypte », fournit à Niouserrê un lien familial avec la IVe dynastie. John Nolan pense que la position en miroir des noms et titres des deux reines Khentkaus ont été soulignés pour que Niouserrê puisse légitimer son règne après un temps troublé entourant la mort de Néferefrê.
Dans le temple de la vallée de Mykérinos, Niouserrê prolongea l'annexe orientale. Il y ajouta deux ensembles de colonnes en albâtre. Il reconstruisit l'entrée principale et restaura la chaussée en calcaire qui menait du temple de la vallée au temple supérieur. Mark Lehner suggère que Niouserrê a agrandi la partie intérieure du temple haut, , notamment pour y ajouter une antichambre carrée qui n'a qu'un seul pilier central.

#### Temple de Satis
Un temple dédié à la déesse Satis, une personnification des inondations du Nil, se dressait sur l'île Éléphantine, dans le sud de l'Égypte, au moins depuis la fin de la période prédynastique. Ce temple avait été agrandi et rénové plusieurs fois dès le début de la période dynastique. Il fut de nouveau reconstruit au cours de la Ve dynastie, peut-être sous le règne de Niouserrê. Une plaque de faïence portant le nom de Niouserrê a été découverte dans un gisement d'offrandes votives sous le sol du sanctuaire. Malheureusement, ce dépôt ne représente pas le contexte original de la plaque, qui a pu orner les murs du temple ou avoir été déposée dans le cadre d'un rite de fondation fait en prévision de la reconstruction du temple.

### Membres de la cour royale et hauts fonctionnaires
Des personnages éminents de la cour, on citera notamment :
- Ptahchepsès, vizir et gendre du roi, se fait aménager un gigantesque mastaba au pied de la pyramide du roi à Abousir. Ce monument couvre une surface de plus de deux mille trois cents mètres carrés, avec un portique d'accueil à deux colonnes lotiformes en calcaire d'une dizaine de mètres de hauteur, une cour péristyle à piliers carrés décorés des titres et représentations du ministre, une salle de culte avec une chapelle à trois niches et une chambre funéraire couverte par une voûte en chevrons[note 15] ;
- Khoufoukhaf, vieux dignitaire de la cour du roi, qui vit la succession de plusieurs règnes et mourut sous le règne de Niouserrê. Son mastaba a été retrouvé à Gizeh, dans le cimetière oriental de la pyramide de Khéops. Il épousa une princesse royale du nom de Khentkaous, homonyme de la reine, mère de Niouserrê, ce qui peut laisser penser qu'elle en était la fille ou encore la sœur, sans plus de certitude en dehors de son origine princière.
- Ptahchepsès Ier, l'inusable grand prêtre de Ptah qui avait commencé sa brillante carrière sous le règne de Chepseskaf dernier souverain de la dynastie précédente, acheva sa vie sous le règne de Niouserrê. Son mastaba découvert à Saqqarah a livré une stèle fausse-porte portant une inscription autobiographique célèbre[139],[note 16], conservée aujourd'hui au British Museum.
- Khnoumhotep et Niânkhkhnoum, directeurs des manucures du roi, qui possèdent un mastaba commun à Saqqarah, monument célèbre pour la qualité de ses reliefs peints. Ces deux personnages remplissant des fonctions identiques et partageant le même monument funéraire étaient des confidents du roi et de par leur fonction pouvaient donc approcher le roi et le toucher, ce qui à cette époque était un inestimable honneur, le souverain égalant les dieux sur terre.
- Khabaouptah, responsable des coiffeurs du roi bénéficia des mêmes honneurs. Il était de plus le prêtre des cultes de Sahourê, de Néferirkarê Kakaï, de Néferefrê et de Niouserrê. Il occupait également des fonctions administratives telles que « chef des secrets divins » et « chef des travaux du roi » ce qui fait de lui l’un des architectes de la Ve dynastie, exerçant probablement ses talents dans la nécropole royale d'Abousir. Son mastaba a été découvert à Saqqarah[142],[143].
- Kaemnefert, prêtre de la pyramide du roi, ainsi que de celle de son père et prêtre de Maât et de Rê dans les deux temples solaires de ces deux souverains. Il assumait également le rôle de prêtre de Khéops et de Khéphren à Gizeh, démontrant que les cultes des souverains de la dynastie précédente n'avaient pas été abandonnés ou proscrits sous le règne de Niouserrê[144],[145].
- Nimaâtsed, prêtre du culte de Niouserrê ainsi que de ses prédécesseurs immédiats. Il assuma également le rôle de prêtre de Rê et d'Hathor dans le temple solaire de Néferirkarê Kakaï, le père du roi. Son mastaba a été retrouvé à Saqqarah[146].
- Néferefrê-ânkh, un autre grand prêtre de Ptah[note 17] dont le mastaba a été découvert également à Saqqarah[147].
- Chedou, dont le mastaba familial a été mis au jour dans la nécropole royale d'Abousir, insigne honneur réservé aux proches de la famille royale.
- Ti, ami unique du roi, chef de la Double-Porte du Palais, dont le mastaba de vastes proportions retrouvé à Saqqarah est un chef-d'œuvre de l'art de cette période, et reste l'un des points d'orgue de la visite du site de nos jours. Il vécut jusque sous le règne de Djedkarê Isési[148],[149].
- Rachepsès qui commence sa carrière sous le règne de Niouserrê pour l'achever en tant que vizir sous celui de Djedkarê Isési. Son mastaba dont l'aménagement a commencé sous le règne de Niouserrê a également été retrouvé à Saqqarah. Y figure notamment un décret particulier du roi en faveur de la tombe du dignitaire, autre forme d'honneur indiquant la place qu'occupait déjà Rachepsès à la cour royale.

Loin d'être exhaustive, cette liste montre que sous Niouserrê les fonctions et le nombre des fonctionnaires rattachés à la cour et à la famille royale se sont fortement accrus. Les marques d'estime que le roi semble directement leur accorder donnent l'image d'une royauté pleine et entière, proche de ses courtisans, soucieuse de ses origines et de la pérennité des institutions et des traditions. Le pays se couvre de monuments et son économie reste florissante.

## Sépulture

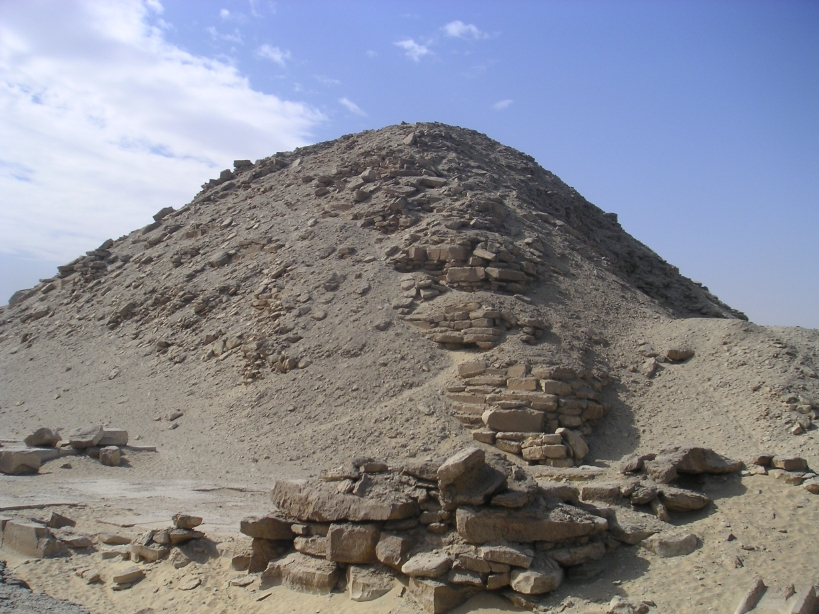
Vue de la pyramide ruinée de Niouserrê à Abousir

Dans l'hypothèse de la reconstitution par Verner de la famille royale de la Ve dynastie, Niouserrê fut confronté à une tâche énorme lorsqu'il monta sur le trône : son père, sa mère et son frère avaient tous laissé leurs pyramides inachevées, les temples solaires de son père et de son frère étaient également inachevés. Il dut construire sa propre pyramide ainsi que celles de ses reines. Niouserrê a relevé ce défi, en plaçant sa pyramide à proximité immédiate de celles inachevées, à l'angle nord-est de celle de Néferirkarê et à côté de celle de Sahourê. Il concentrait ainsi toutes les activités de construction de pyramides à Abousir-Sud, dans une zone de 300 × 300 m. Cela signifie que sa pyramide étant hors alignement formé par les précédentes, a limité sa taille ainsi que la disposition de son complexe mortuaire. Cela expliquerait pourquoi, bien qu'ayant connu l'un des plus longs règnes de la Ve dynastie, la pyramide de Niouserrê est plus petite que celle de son père et plus proche en taille de celle de son grand-père Sahourê.

### Le complexe pyramidal
Niouserrê s'est construit une pyramide à Abousir nommée Mensout Niouserrê, signifiant « Les lieux de Niouserrê sont établis » ou « Les lieux de Niouserrê durent ».
La pyramide une fois achevée était entièrement recouverte de calcaire fin. Elle mesurait environ cinquante-deux mètres de haut, avait une base de 78,8 m de côté, une pente de cinquante-deux degrés et un volume total de pierres d'environ 112 000 m3. La chambre funéraire et l'antichambre étaient toutes deux revêtues de calcaire fin et couvertes de trois étages de gigantesques poutres en calcaire  longues de dix mètres et pesant chacune quatre-vingt-dix tonnes.
L'ensemble pyramidal est inhabituel, car les parties extérieures du temple funéraire sont décalées au sud du côté est de l'ensemble. Cela a permis à Niouserrê de compléter la chaussée de son père au profit de sa pyramide, qui menait du temple de la vallée près du Nil à la pyramide elle-même, en lisière du désert. Le temple de la vallée de Niouserrê fut ainsi construit sur les fondations posées par son père pour son propre temple de vallée inachevé. Une fois terminé, il se composait d'un portique à huit colonnes papyriformes, son sol était en basalte noir et ses murs en pierre calcaire. Des reliefs étaient peints au-dessus d'un lambris en granite rouge. L'arrière du portique menait à la chaussée, dont la base était entièrement recouverte de basalte, tandis que les parties supérieures étaient ornées de nombreux reliefs, certains montrant le roi comme un sphinx piétinant ses ennemis. La chaussée était couverte de blocs de calcaire peints en bleu avec des étoiles dorées. Arrivé près de la pyramide, la chaussée menait dans une cour à colonnes, précédée de magasins et suivie par le temple mortuaire proprement dit. Celui-ci abritait des statues du roi et des représentations de la famille royale en présence des dieux. L'ensemble pyramidal plus large était entouré d'un mur, avec deux grandes structures rectangulaires à ses angles nord-est et sud-est. Lehner et Verner y ont vu une préfiguration du pylône caractéristique des temples égyptiens ultérieurs,. Au-delà de la pyramide principale, il y en avait une plus petite pour le Ka du roi.

### La pyramide numéro 24 de Lepsius

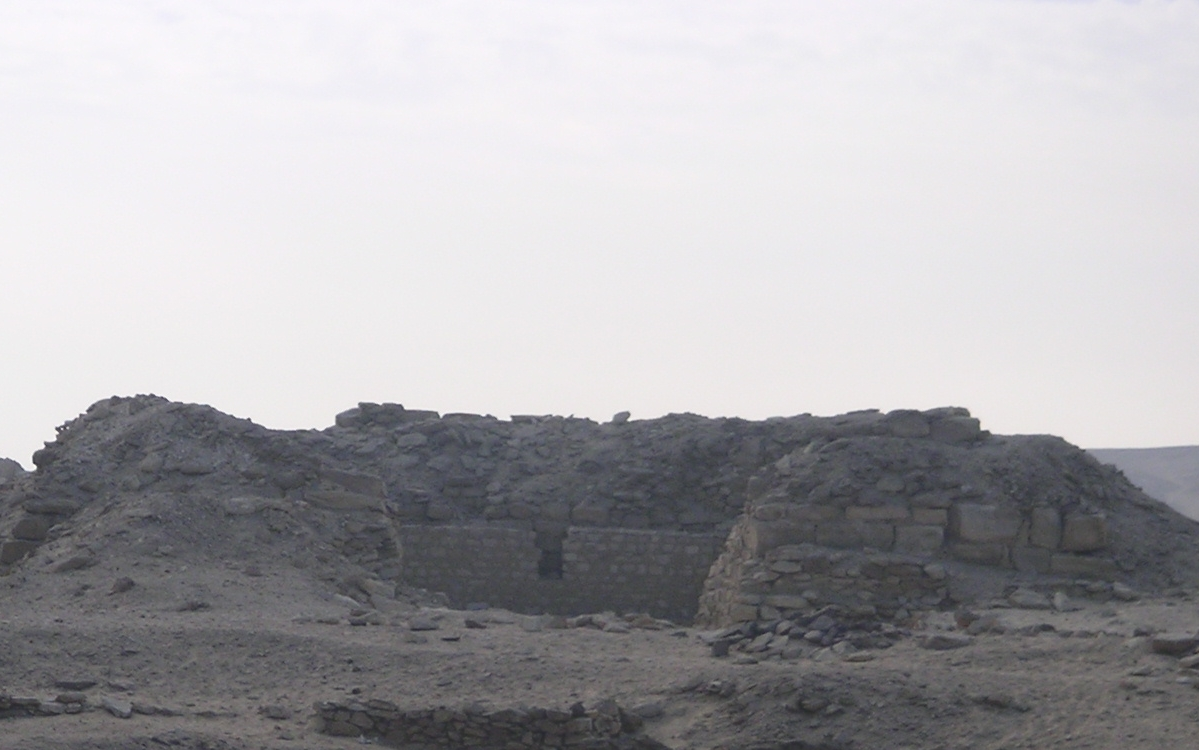
Vue de la pyramide Lepsius

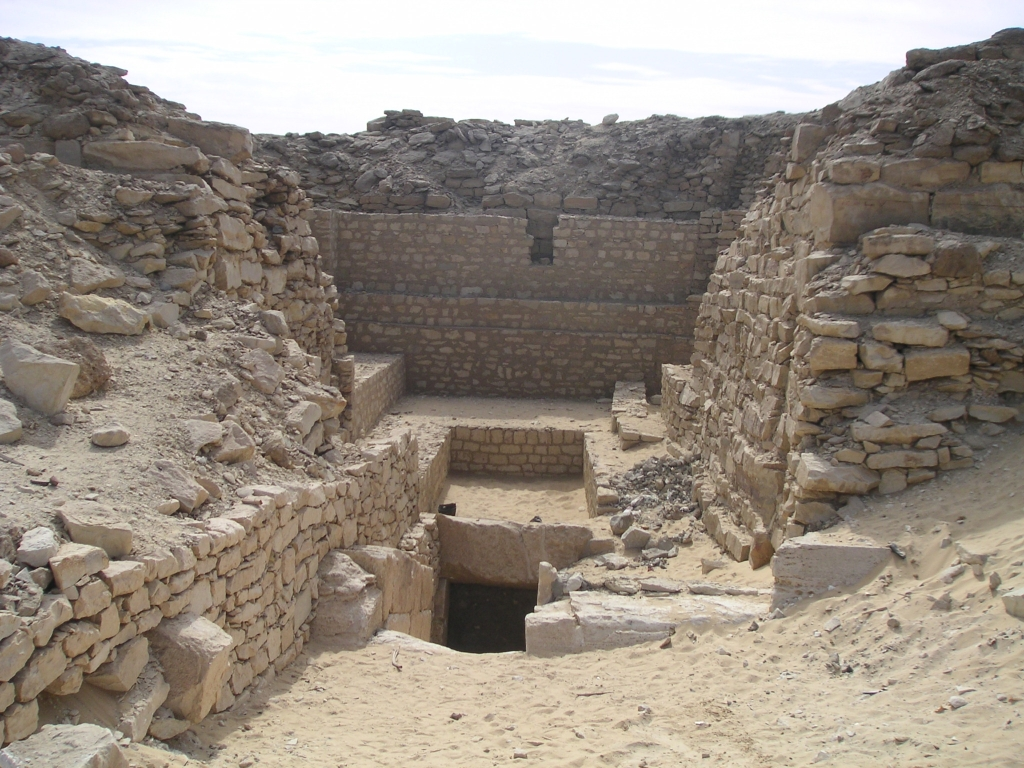
Accès restauré sur la face nord de la pyramide Lepsius

Au sud de la pyramide de sa mère Khentkaous II, Niouserrê construisit une pyramide pour une reine, l'une des siennes ou de celles de son frère Néferefrê. Cette pyramide est répertoriée sous le nom de Lepsius XXIV, d'après son numéro inscrit dans la liste pionnière des pyramides de Karl Richard Lepsius. À l'origine, elle atteignait environ vingt-sept mètres de haut et avait une base de 31,5 m. Son noyau était fait de calcaire et de mortier argileux organisé en couches horizontales et d'accrétion.
Aujourd'hui, la pyramide est fortement ruinée. Son enveloppe extérieure en calcaire blanc a disparu depuis longtemps et elle ne mesure plus que cinq mètres de haut. Des graffiti laissés par les constructeurs indiquent que sa construction date de la fin du règne de Niouserrê et qu'elle s'est déroulée sous la direction du vizir Ptahchepsès. Mais le nom de la reine à qui elle était destinée est perdu. Rêpoutnoub a été cité comme candidate probable. Dans la chambre funéraire, à laquelle on accède par un passage droit nord-sud, on a découvert la momie brisée d'une jeune femme. Elle mesurait environ 1,60 m et elle est morte entre vingt-et-un et vingt-trois ans. On ignore si la momie est celle de la propriétaire originale de la pyramide ou si elle date d'une période ultérieure, comme la méthode de momification employée pourrait le suggérer. Les fouilles de la chambre funéraire ont mis au jour des fragments d'un sarcophage de granit rose, ainsi que des morceaux de grandes jarres canopes de calcite et de petits équipements funéraires.
À l'est de la pyramide, les ruines d'une petite pyramide satellite et celles d'un temple mortuaire ont été découvertes. Toutes deux ont été fortement touchés par le vol de pierres, qui a commencé dès le Nouvel Empire et a atteint son apogée pendant les périodes saïte et perse, rendant impossible une reconstruction moderne du plan du temple.

### La pyramide numéro 25 de Lepsius

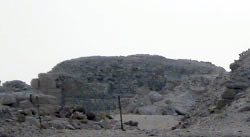
Vue de la pyramide Lepsius XXV

Les ruines connues aujourd'hui sous le nom de Lepsius XXV ne sont pas celles d'une, mais de deux grandes tombes adjacentes, construites comme un seul monument à l'extrémité sud-est de la nécropole d'Abousir. Cette construction originale, que Verner a appelée double pyramide, était connue par les anciens Égyptiens sous le nom de « Les deux sont vigilants ». Les pyramides, toutes deux tronquées, avaient des bases rectangulaires de 27,7 × 21,5 m pour la pyramide orientale et de 21,7 × 15,7 m pour la pyramide occidentale, et leurs murs atteignait une inclinaison de 78 degrés environ. Cela signifie que la construction ressemblait plus à une paire de mastabas qu'à des pyramides, à tel point que Dušan Magdolen a proposé que Lepsius XXV soit un mastaba.
Une autre particularité de cette structure est l'absence de temple mortuaire. La tombe est seulement ornée d'une petite chapelle à offrandes, construite en calcaire blanc non décoré et située à l'intérieur de la superstructure de la tombe. Son plafond s'élève à cinq mètres de haut. Les fouilles ont révélé des fragments de papyrus portant une liste d'offrandes, ainsi que les débris d'une statue en albâtre représentant une femme vêtue d'une simple robe. La chambre funéraire a révélé peu de restes de la propriétaire et quelques pièces de mobilier funéraire.
Le tombeau ouest a été construit après le tombeau est, et semble avoir servi à enterrer une autre femme. Des graffiti de constructeurs, découverts lors des fouilles tchèques, démontrent selon toute vraisemblance que le monument fut construit sous Niouserrê. Ses propriétaires étaient probablement parmi les derniers membres de la grande famille royale à être enterrés à Abousir. La nécropole fut abandonnée par Menkaouhor, le successeur de Niouserrê.

## Culte funéraire
En tant que roi, Niouserrê a bénéficié d'un culte funéraire établi à sa mort. Sous le terme de « culte funéraire » sont regroupées diverses activités cultuelles de deux types différents. D'abord, il y avait un culte officiel qui se déroulait dans l'ensemble mortuaire du roi et qui était prévu par les domaines agricoles établis sous le règne de Niouserrê. Ce culte fut le plus actif jusqu'à la fin de l'Ancien Empire, mais il dura au moins jusqu'à la XIIe dynastie pendant le Moyen Empire, date à laquelle la dernière mention connue d'un prêtre servant dans le complexe funéraire de Niouserrê nous soit parvenue. Plus tard, le culte officiel de Niouserrê se réduisit essentiellement à un culte de la figure de l'ancêtre royal, une version limitée du culte du divin, comme l'écrit Jaromír Málek, qui se manifesta par la dédicace des statues et la compilation des listes des rois à honorer.
Parallèlement à ce culte officiel se trouvaient les cultes plus privés d'individus pieux vénérant Niouserrê comme une sorte de saint, un intercesseur entre les croyants et les dieux. Ce culte populaire, qui s'est développé spontanément, peut-être à cause de la proximité de la pyramide de Niouserrê à Memphis, faisait référence à Niouserrê en utilisant son nom de naissance Ini, et consistait probablement en invocations et offrandes aux statues du roi ou dans son temple funéraire. Les traces archéologiques de ce culte sont donc difficiles à discerner, mais le statut particulier de Niouserrê se manifeste dans certaines formules religieuses, où son nom est invoqué, ainsi que dans l'onomastique des individus, notamment pendant le Moyen Empire, dont les noms comprenaient Ini, comme Inhotep, Inemsaf, Inankhu et beaucoup d'autres. Bien que la vénération de Niouserrê ait été à l'origine un phénomène local d'Abousir, de Saqqarah et de leurs environs, elle a pu finalement se répandre en dehors de l'Égypte même, dans le Sinaï, à Byblos et en Nubie, où des fragments de statues, de vases et de stèles portant le nom de Niouserrê ont été découvertes dans des contextes religieux.

### Ancien Empire
Sous l'Ancien Empire, les provisions pour le culte funéraire officiel de Niouserrê étaient produites dans des domaines agricoles établis sous son règne. Les noms de certains de ces domaines ont été retrouvés inscrits sur les murs des tombes de Saqqarah ou dans le temple mortuaire de Niouserrê, comme « La piste d'Ini » et « Les offrandes d'Ini ». Plusieurs domaines Ḥout du roi, qui comprennent les possessions foncières du temple mortuaire de Niouserrê, sont connus : « Hathor souhaite que Niouserrê vive », « Horus souhaite que Niouserrê vive », « Bastet souhaite que Niouserrê vive », et « Ptah désire que Niouserrê vive ». Plusieurs prêtres servant dans le complexe pyramidal et le temple du soleil de Niouserrê sont connus de leurs tombes jusqu'à la fin de la VIe dynastie, ce qui montre que le culte mortuaire officiel a duré tout au long de l'Ancien Empire.
Niouserrê a d'ailleurs fait l'objet d'une attention particulière d'au moins deux de ses successeurs au cours de cette période : Djedkarê Isési restaura ou acheva son temple funéraire, et Pépi II érigea un jambage de porte gravé d'une inscription mentionnant à la fois sa première fête-Sed et Niouserrê dans le temple de sa vallée. Cette association étroite était destinée à « témoigner de la prétendue association du roi avec son ancêtre »,.

### Première Période intermédiaire
Niouserrê est l'un des rares rois de l'Ancien Empire pour qui il est prouvé que le culte funéraire s'est poursuivi sans interruption pendant la Première Période intermédiaire, lorsque l'autorité centrale des pharaons s'était effondrée et que l'État égyptien était en crise,. Les tombes de deux prêtres, Hérychefhotep Ier et II, qui ont vécu pendant cette période, mentionnent leurs rôles et devoirs dans l'établissement funéraire de Niouserrê, témoignant de l'existence continue du culte funéraire officiel.
L'efficacité de la déification et de la vénération populaire de Niouserrê s'épanouit parallèlement au culte officiel tout au long de la période, comme en témoignent par exemple les inscriptions sur la tombe d'un individu nommé Ipi, qui désire être « honoré devant Ini », une terminologie dans laquelle Niouserrê joue un rôle normalement réservé aux dieux. Des qualifications similaires dénotant le statut de Niouserrê se retrouvent dans les tombes datant du début du Moyen Empire, comme la momie d'un individu nommé Inhotep, sur laquelle il dit qu'il doit être « honoré devant Osiris, seigneur de la vie, et Ini, seigneur du respect ».

### Moyen Empire
Le Moyen Empire voit le déclin du culte officiel de Niouserrê. Les témoignages de cette période proviennent des travaux entrepris dans le temple de Karnak par Sésostris Ier, qui consacra un certain nombre de statues de rois de l'Ancien Empire, dont au moins une de Niouserrê, à un culte d'Amon et des ancêtres royaux. Dans le même temps, la XIIe dynastie voit le démantèlement généralisé de nombreux temples funéraires de l'Ancien Empire pour leurs matériaux, qui furent notamment réutilisés dans les complexes pyramidaux d'Amenemhat Ier et Sésostris Ier. Ces événements sont contemporains de la vie du dernier prêtre servant le culte officiel du Niouserrê, un certain Inhotep. Ces deux faits font allusion à un manque d'intérêt royal pour les cultes funéraires parrainés par l'État des souverains de l'Ancien Empire.

### Nouvel Empire
La vénération populaire de Niouserrê dans les temps anciens a continué à influencer les cultes du Nouvel Empire. La liste des rois de Karnak, composée sous le règne de Thoutmôsis III, dans le but d'honorer une sélection d'ancêtres royaux et qui comprend le cartouche représentant Ini pour Niouserrê, en est le meilleur exemple. Ce choix est inhabituel, car les cartouches comportent normalement le nom de couronnement du roi plutôt que son nom de naissance, Ini étant probablement choisi ici parce que c'est sous ce nom que Niouserrê était vénéré et avait été déifié.
Plus tard, pendant la période Ramesside, des statues de pharaons de l'Ancien Empire, dont une de Niouserrê, furent placées dans une cachette du temple de Ptah à Memphis, suggérant leur utilisation continue à des fins cultuelles jusque-là. Parallèlement à ces activités, d'importants travaux de restauration ont été entrepris à Abousir et à Saqqarah sous le règne de Ramsès II, sous la direction du prince Khâemouaset. Le temple solaire de Niouserrê faisait partie des monuments bénéficiant de ces travaux.

### Troisième Période intermédiaire
A la fin de la Troisième Période intermédiaire, les temples mortuaires de l'Ancien Empire ont connu un regain d'intérêt, dû principalement au style d'archivage favorisé par les rois de la XXVe dynastie. En particulier, Taharqa a fait reproduire des reliefs des temples de Sahourê, Niouserrê et Pépi II dans le temple d'Amon (Gem-Aton) à Karnak durant des travaux de restauration.